# Pablo Machín
Pablo Machín Díez (Soria, 7 de abril de 1975) es un exfutbolista y entrenador de fútbol que actualmente está sin equipo tras abandonar la disciplina del Umm-Salal de Catar.

## Trayectoria

### Como futbolista
Como futbolista, Pablo Machín jugó dos temporadas en la posición de lateral derecho cuando el CD Numancia militaba en 2ªB en la década de los 90. Tuvo que retirarse a los 23 años por una lesión de rodilla.

### Como entrenador
Inicios
Ya como técnico, y desde el año 2000, pasó once años entrenando las categorías inferiores e incluso al filial, el CD Numancia B, en Tercera División, al que llevó a jugar el "play-off" de ascenso; y ejerciendo a su vez como segundo entrenador del equipo durante las últimas temporadas junto a Gonzalo Arconada, Sergio Krešić, José Rojo Martín y Juan Carlos Unzué.
CD Numancia
El 1 de junio de 2011, el CD Numancia se decanta por él, como un hombre de la casa, para entrenar al primer equipo la temporada 2011/12. El ayudante de Juan Carlos Unzué tomó las riendas del conjunto soriano y con Juan Carlos Moreno Rodríguez como segundo entrenador. Tras una temporada irregular, alternando buenos resultados como local y malos como visitante, pero tranquila en la zona media de la clasificación (10.ª posición final), el club soriano decide renovarle. En la temporada 2012/13, el Numancia no cambió su dinámica y finalizó otra vez en tierra de nadie en la tabla (12.º clasificado). Machín dejó de ser técnico del equipo al concluir el curso.
Girona FC
El 9 de marzo de 2014, el Girona Futbol Club confirmó a Pablo Machín como nuevo técnico hasta final de temporada con el objetivo de lograr la permanencia. Aunque se hizo cargo del equipo catalán cuando era el colista de Segunda División en la jornada 29, logró mantenerlo en la categoría de plata al ganar el último partido, sumando 21 puntos de 39 posibles (el 53,85%). Tres días después de la salvación, fue renovado por dos temporadas más.
El 6 de septiembre, Machín celebró 100 partidos como técnico con una victoria por 2-0 ante el Tenerife, logrando ganar los tres primeros partidos de la temporada con el Girona, algo que no había conseguido nunca el conjunto catalán desde que milita en la categoría de plata. El 1 de marzo de 2015, el conjunto catalán ganó al Numancia, alcanzando 51 puntos que deberían bastarle para asegurar la permanencia y hacen que Machín supere el récord de puntos de un entrenador del Girona en una temporada que tenía Rubi, sumando los 13 partidos del curso anterior y los 27 de este. El Girona, con el segundo presupuesto más bajo de la categoría, llegó como 2.º clasificado a la última jornada de Liga, pero empató (1-1) contra el Lugo y perdió el ascenso directo en favor del Sporting. En la promoción de ascenso, el equipo catalán fue eliminado por el Real Zaragoza en semifinales, debido a la regla del gol de visitante. Tras esta gran temporada culminada con la decepción de no lograr el ascenso, club y entrenador volvieron a renovar su contrato.
En la temporada 2015-16, el equipo gerundense no fue capaz de repetir los mismos resultados que el curso anterior y terminó la primera vuelta rozando los puestos de descenso. Sin embargo, en la segunda vuelta el conjunto catalán entró en una dinámica positiva, y con sólo dos derrotas en toda la segunda parte del campeonato, acabó obteniendo el 4.º puesto en la clasificación, lo que le permitió volver a disputar la promoción de ascenso. Aunque consiguió eliminar al Córdoba CF con resultados de 2-1 y 3-1, finalmente cayó en la ronda final de la promoción de ascenso ante el CA Osasuna, perdiendo ambos partidos (2-1 y 0-1).
El Girona comenzó la temporada 2016-17 mostrando una trayectoria irregular, pero a partir de la 11.ª jornada entró en una buena racha que le permitió terminar la primera vuelta del torneo ocupando el 2.º lugar de la tabla (puesto de ascenso directo). El 4 de junio de 2017, el Girona consiguió el ascenso a Primera División por primera vez en su historia.
Antes de comenzar su primera temporada en la élite, el club catalán renovó el contrato de Machín por un año más.
El debut de Machín en Primera fue ante el Atlético de Madrid, partido que acabó con empate (2-2). La primera victoria gerundense en Primera División fue ante Málaga, por 1 a 0, el 26 de agosto de 2017, con gol de Pedro Alcalá.
El 28 de mayo de 2018, tras haber llevado al equipo a la 10.ª posición en su primera temporada en Primera División, ejecutó su cláusula de rescisión para desvincularse del Girona FC.
Sevilla FC
El mismo 28 de mayo de 2018, se hizo oficial su fichaje por el Sevilla FC.
En sus primeros partidos en el banquillo del Ramón Sánchez-Pizjuán, logró que el equipo sevillista se clasificara para la fase de grupos de la Liga Europa tras superar tres rondas previas y perdió la Supercopa de España. Posteriormente, en la 8.ª jornada de Liga, situó al Sevilla como líder del campeonato con 16 puntos, hecho que logró repetir al término de la 13.ª jornada.
El 15 de marzo de 2019, se hizo oficial su despido del club hispalense después de los malos resultados en Liga, que le hicieron bajar a la 6.ª posición de la tabla, y la eliminación de la Liga Europa a manos del Slavia Praga con un gol en el último minuto de la prórroga.
RCD Espanyol
El 7 de octubre de 2019, el RCD Espanyol anunció su llegada al club como nuevo técnico. El 23 de diciembre, tras clasificar al equipo catalán para dieciseisavos de final de la Europa League pero habiendo sumado 5 puntos de 30 posibles en la Liga que dejaban al elenco blanquiazul en la última posición de la tabla, se confirmó su destitución.
Deportivo Alavés
El 5 de agosto de 2020, se hizo oficial su fichaje por el Deportivo Alavés por una temporada. El 12 de enero de 2021, fue destituido de su cargo, dejando al equipo en 16.ª posición en la Liga, con 18 puntos en 18 jornadas, 2 por encima de los puestos de descenso.
Al-Ain FC
El 1 de febrero de 2021, firmó con el Al-Ain FC de Arabia Saudita, para intentar salvar al equipo árabe. El 25 de mayo de 2021, fue cesado a falta de 2 jornadas con el equipo ya descendido.
Al-Raed FC
El 19 de junio de 2021, anunció a través de sus redes sociales que ficha por el Al-Raed de Arabia Saudita, firmando por una temporada. El 26 de enero de 2022, fue destituido debido a una mala racha de resultados.
Elche CF
El 17 de noviembre de 2022, llegó a un acuerdo con el Elche CF para convertirse en su nuevo entrenador hasta final de temporada. A pesar de que logró las dos primeras victorias del conjunto franjiverde en la Liga, eso no fue suficiente para salir del fondo de la clasificación. El 20 de marzo de 2023, fue despedido de su cargo, dejando al equipo ilicitano a 14 puntos de la salvación.
Apollon Limassol
El 26 de diciembre de 2023, fichó por el Apollon Limassol hasta final de temporada, con opción de prorrogar su contrato una temporada más.Sin embargo, el 30 de junio de 2024, abandonó el club chipriota después del final de la temporada.
Umm-Salal
El 25 de noviembre de 2024, asumió al frente del Umm-Salal.Luego de dirigir cuatro encuentros, fue despedido de su cargo por decisión de la directiva del club en enero de 2025. Sin embargo, el técnico soriano seguirá en la Liga de Catar como asesor para potenciar el fútbol catarí.

## Clubes

### Como jugador
| Club          | País   | Año       |
| ------------- | ------ | --------- |
| CD Numancia B | España | 1993-1994 |
| CD Numancia   | España | 1994-1998 |

### Como entrenador
| Club                             | País           | Año       | P   | PG | PE | PP | % g.   |
| -------------------------------- | -------------- | --------- | --- | -- | -- | -- | ------ |
| CD Numancia B                    | España         | 2006-2007 | 42  | 21 | 15 | 6  | 50%    |
| CD Numancia (segundo entrenador) | España         | 2007-2011 | 169 | 65 | 33 | 71 | 38.46% |
| CD Numancia                      | España         | 2011-2013 | 87  | 29 | 28 | 30 | 33.33% |
| Girona FC                        | España         | 2014-2018 | 189 | 83 | 50 | 56 | 43.92% |
| Sevilla FC                       | España         | 2018-2019 | 50  | 26 | 9  | 15 | 52%    |
| RCD Espanyol                     | España         | 2019      | 15  | 4  | 3  | 8  | 26.67% |
| Deportivo Alavés                 | España         | 2020-2021 | 20  | 6  | 6  | 8  | 30%    |
| Al-Ain FC                        | Arabia Saudita | 2021      | 14  | 2  | 4  | 8  | 14.29% |
| Al-Raed FC                       | Arabia Saudita | 2021-2022 | 19  | 7  | 3  | 9  | 42.1%  |
| Elche CF                         | España         | 2022-2023 | 14  | 3  | 3  | 8  | 21.43% |
| Apollon Limassol                 | Chipre         | 2023-2024 | 28  | 13 | 9  | 6  | 57.14% |
| Umm-Salal                        | Catar          | 2024-2025 | 4   | 1  | 0  | 3  | 25.00% |

## Palmarés

### Distinciones individuales
| Distinción                           | Año     |
| ------------------------------------ | ------- |
| Mejor entrenador de Segunda División | 2014-15 |